# Vito Bardi
Vito Bardi (Potenza, 18 settembre 1951) è un politico ed ex generale italiano. Già vice comandante generale della Guardia di Finanza, è presidente della Regione Basilicata dal 16 aprile 2019.

## Biografia
Figlio di Angelo, magistrato, e Maria Fornario, ha due fratelli: Gherardo, avvocato, e Mariano, carabiniere, morto per una malattia contratta dopo una missione in Bosnia. Trascorsa l'infanzia a Filiano, provincia di Potenza, si trasferisce a Napoli per frequentare la Scuola militare Nunziatella, presso la quale ha conseguito il diploma di maturità classica e ha quattro lauree. Ha servito nel corpo della Guardia di Finanza come ufficiale. Promosso colonnello il 31 dicembre 1995, ha comandato la Legione di Firenze ed è stato posto a capo del I Reparto del Comando Generale, incarico nel quale il 1º gennaio 2001 è stato promosso come generale di brigata. 
Nominato generale di divisione il 1º gennaio 2005, è stato destinato quale comandante regionale della Campania. Da generale di corpo d'armata, grado raggiunto il 6 febbraio 2009, ha ricoperto gli incarichi di Comandante interregionale dell'Italia meridionale e di Ispettore per gli istituti di istruzione. È stato quindi vice comandante generale del corpo dal 5 settembre 2013, fino al 4 settembre 2014, quando è andato in pensione. Sposato dal 1984 con Gisella Pischedda, ha due figli: Andrea e Luca.

### Attività politica
Nel febbraio del 2019 è stato indicato da Silvio Berlusconi come candidato unitario della coalizione di centro-destra (Forza Italia, Lega, Fratelli d'Italia, Identità e Azione e una lista civica) alle elezioni regionali in Basilicata; il 24 marzo seguente, viene quindi eletto presidente della Regione con il 42,20% dei voti. È il primo presidente di centro-destra nella storia del consiglio regionale, governato sin dalla sua istituzione da giunte a guida democristiana e dopo 24 anni consecutivi di governi di centro-sinistra.
Riconfermato in vista delle elezioni del 2024, viene sostenuto dalla coalizione di centro-destra, questa volta composta da Forza Italia, Fratelli d'Italia, Lega, UdC-Democrazia Cristiana-Popolari Uniti, Noi moderati e dai partiti centristi Italia Viva e Azione. Pur non avendo potuto votare in entrambe le occasioni, poiché residente a Napoli, il 23 aprile dello stesso anno viene confermato per un secondo mandato, avendo ottenuto il 56,63% delle preferenze.

## Procedimenti giudiziari
In qualità di vice comandante della Guardia di Finanza, Bardi è finito due volte nel registro degli indagati del PM Henry John Woodcock con l'accusa di favoreggiamento e rivelazione di segreto nell'inchiesta sulla P4 (2011) e per corruzione (2014). La sua posizione è stata archiviata in entrambi i casi.
Nell'ottobre del 2022, viene indagato, assieme a diversi esponenti della giunta regionale, funzionari e sindaci della Basilicata, come parte di un'inchiesta della Direzione distrettuale antimafia di Potenza riguardante principalmente il settore della sanità, e in particolare la gestione della pandemia di COVID-19 a livello regionale, gli investimenti per il nuovo ospedale di Lagonegro, le nomine del personale sanitario all'Ospedale San Carlo e presunte relazioni con clan mafiosi. L'8 novembre 2024, il GUP di Potenza ha disposto il rinvio a giudizio per Bardi, accusato di concorso in induzione a dare o promettere utilità, e per quattro degli ex assessori della sua prima giunta regionale, fra cui il senatore Gianni Rosa.

## Pubblicazioni
- Vito Bardi, I provvedimenti per la gestione del personale nella Guardia di finanza: tutela della legalità e profili contenziosi, 2003, OCLC 956023578.
- Vito Bardi, La tutela giustiziale: da appunti di esperienze militari, casi e materiali per le amministrazioni pubbliche, Bari, Cacucci, 2005, ISBN 9788884224293.